# Gerhard Beil

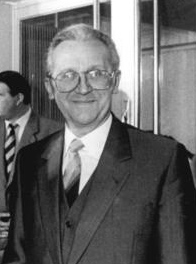
Gerhard Beil, 1986, in Bonn

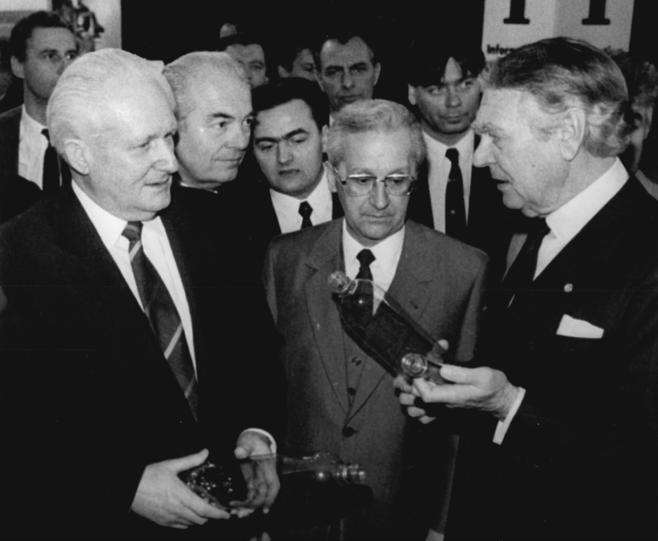
1987 auf der Hannover Messe mit Günter Mittag, Ewald Moldt und Berthold Beitz: Inspektion von PET-Flaschen

Gerhard Beil (* 28. Mai 1926 in Leipzig; † 19. August 2010 in Berlin) war ein SED-Politiker und Minister für Außenhandel der DDR.

## Leben
Beil absolvierte nach der Grundschule eine Ausbildung zum kaufmännischen Angestellten. Von 1943 bis 1945 war er beim Reichsarbeitsdienst. Am 28. Januar 1944 beantragte Beil die Aufnahme in die NSDAP und wurde zum 20. April desselben Jahres aufgenommen (Mitgliedsnummer 10.004.595).
1945 wurde er Bauschlosser und arbeitete unter anderem in der Verkaufsabteilung der I.G. Farben in Frankfurt am Main (1946/1947) in der amerikanischen und nachher in der sowjetischen Besatzungszone und der DDR als Maschinist im Braunkohlewerk Espenhain, Bergmann bei der Wismut AG Aue (1949) und Stahlbauschlosser in Leipzig (1950 bis 1952).
1949 trat Beil der FDJ bei. Er studierte in Berlin 1953/1954 an der Hochschule für Planökonomie und bis 1957 an der Humboldt-Universität mit dem Abschluss als Diplomökonom. 1953 trat er in die SED ein. Von 1954 bis 1956 war er Abteilungs- und Hauptabteilungsleiter im Staatssekretariat für Örtliche Wirtschaft, danach Ober- und Hauptreferent im Ministerium für Innerdeutschen Handel, Außenhandel und Materialversorgung. Nach einer Rüge wegen Verletzung der Parteidisziplin war er von 1958 bis 1961 wissenschaftlicher Mitarbeiter der Handelsvertretung der DDR in Österreich.
Ab 1961 war Beil wieder im Ministerium für Außenhandel tätig, zunächst als Direktionsbereichsleiter Westeuropa (bis 1965), 1969 bis 1976 als Staatssekretär und ab 1976 zusätzlich auch als erster stellvertretender Minister.

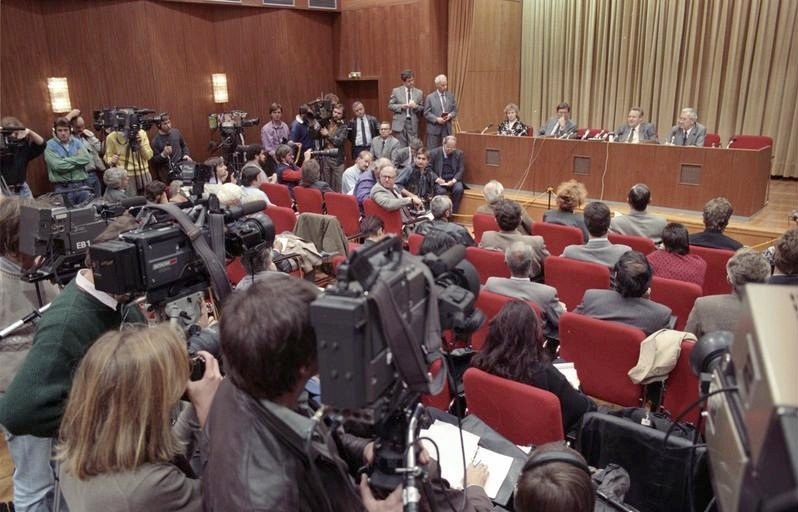
Pressekonferenz der DDR-Regierung am 9. November 1989, auf dem Podium (v.l.n.r.:) Labs, Banaschak, Schabowski, Beil.

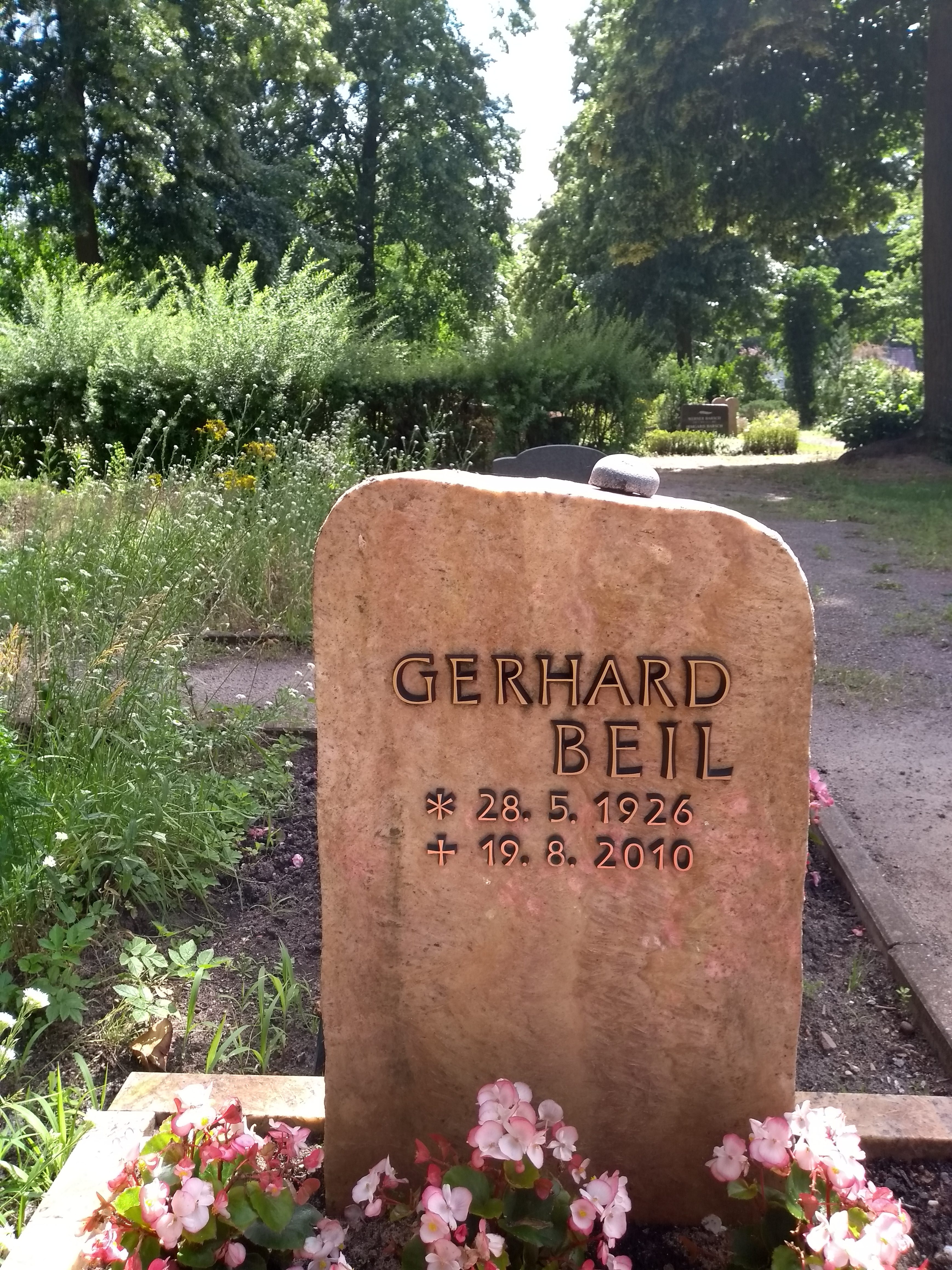
Grab auf dem Waldfriedhof Grünau

Ab 1976 war er Kandidat, von 1981 bis 1989 Mitglied des ZK der SED, ab 1977 Mitglied des Ministerrates der DDR. Von 1986 bis 1990 war er in Nachfolge von Horst Sölle Minister für Außenhandel der DDR – er begleitete Erich Honecker auf seinen Reisen ins westliche Ausland.
Beil war einer der Autoren der „Analyse der ökonomischen Lage der DDR mit Schlußfolgerungen“ zusammen mit Gerhard Schürer, Ernst Höfner, Alexander Schalck-Golodkowski und Arno Donda, als Vorlage für das Politbüro der SED am 30. Oktober 1989. In diesem, auch als „Schürer-Papier“ bekannt gewordenen Geheimbericht, wurde die Überschuldung und wirtschaftliche Zerrüttung der DDR erstmals deutlich benannt.
Gerhard Beil war Teilnehmer jener Pressekonferenz am Abend des 9. November 1989, in der Günter Schabowski im Zusammenhang mit der 10. Tagung des ZK der SED nach dem XI. Parteitag der SED eine neue Regelung für Reisen ins westliche Ausland für DDR-Bürger verkündete. Diese Regelung trete, so antwortete er auf eine Reporterfrage, nach seinem Wissen „sofort, unverzüglich“ in Kraft. Diese Aussage löste noch am selben Abend einen Massenansturm von DDR-Bürgern auf die Grenze zu West-Berlin aus, sodass die überforderten DDR-Grenzer nach wenigen Stunden die Mauer ungeplant öffneten.
Bis zu seinem Ruhestand war Gerhard Beil Berater der Regierung de Maizière.
Er und seine Frau waren Mitglieder der Partei Die Linke. Beil verstand sich weiterhin als Kommunist.
Gerhard Beil verstarb am 19. August 2010 an Herzversagen in Berlin-Karolinenhof und wurde auf dem Waldfriedhof Grünau bestattet.

## Auszeichnungen
- 1967: Vaterländischer Verdienstorden in Bronze
- 1972: Vaterländischer Verdienstorden in Silber
- 1974: Orden Banner der Arbeit
- 1976: Vaterländischer Verdienstorden in Gold
- 1977: Großes Silbernes Ehrenzeichen am Bande für Verdienste um die Republik Österreich[5]
- 1983: Karl-Marx-Orden
- 1984: Ehrenspange zum Vaterländischen Verdienstorden in Gold